# 李春来
李春来（1965年1月—），男，中国月球与深空探测专家，探月工程三期副总设计师兼地面应用系统总设计师，曾任中国科学院国家天文台副台长，中国空间科学学会副理事长，2024年当选《自然》杂志评选的自然科學十人。